# Drávapiski
Drávapiski là một thị trấn thuộc hạt Baranya, Hungary. Thị trấn này có diện tích 4,91 km², dân số năm 2010 là 109 người, mật độ 22 người/km².